# Národní památník a muzeum 11. září
Národní památník a muzeum 11. září, anglicky National September 11 Memorial & Museum (známý také jako 9/11 Memorial Museum), je památník a muzeum na počest obětem teroristických útoků. Jedná se o útoky 11. září, kvůli kterým zahynulo 2 977 lidí a bombový útok na Světové obchodní centrum v roce 1993, při kterém zemřelo 6 lidí. Nachází se na místě, kde původně stály budovy Světového obchodního centra (přezdívané také Dvojčata) v New Yorku. S výstavbou se začalo v březnu 2006. Památník byl otevřen veřejnosti 12. září 2011, muzeum 21. května 2014.

## Historie
Ve dnech následujících po útoku se konalo mnoho vzpomínkových akcí a vzniklo mnoho improvizovaných památníků. Další vzpomínkové akce se konají pravidelně v den výročí útoku. Mezi nejviditelnější patří Tribute in Light (pocta světlem), noční instalace 88 světlometů umístěných v půdorysech WTC. Ta se koná od roku 2002 každoročně v den výročí útoku.
Vítězným projektem pro stavbu trvalého památníku obětí na Ground zero se stalo dílo architektů Michaela Arada a Petera Wolkera s názvem Reflecting Absence (Odraz nepřítomnosti) se dvěma nádržemi v místech bývalého WTC. Do soutěže se zapojilo přibližně 5 200 projektů. Realizace vítězného projektu začala v roce 2006, slavnostně byl odhalen v roce 2011, přesně na den desátého výročí útoku.
Slavnostního otevření památníku se zúčastnil tehdejší prezident Spojených států Barack Obama i s první dámou Michelle Obamovou a jeho předchůdce v úřadu George Bush s manželkou Laurou. Přítomna byla také ministryně zahraničních věcí USA a bývalá první dáma Hillary Clintonová.
Za první rok navštívilo památník 4,5 milionů lidí.

## Památník
Památník zahrnuje dvě nepříliš hluboké nádrže přesně na místech, kde stály věže WTC. Po vnějších stranách nádrží, u kterých se nachází náměstí a vysazené listnaté stromy jsou do kamenů vyryta jména všech celkem 2 983 obětí. Stromy kolem jsou zde symbolem míru. Jedním z nich je také Survivor Tree (strom, který přežil útoky a byl nalezen v troskách).

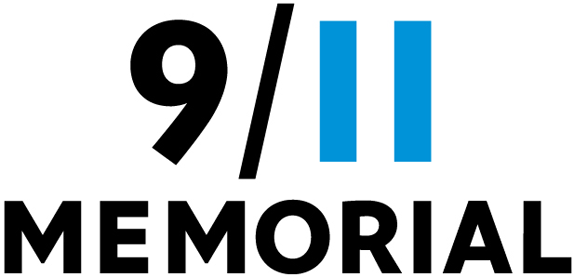
Logo

Architektonický návrh Michaela Arada a Petera Wolkera se jmenuje Odraz nepřítomnosti.